# 1. Bundesliga 2013-2014 (maschile, Germania)
La 1. Bundesliga 2013-2014 si è svolta dal 15 ottobre 2013 al 7 maggio 2014: al torneo hanno partecipato 11 squadre di club tedesche e la vittoria finale è andata per la sesta volta, la terza consecutiva, allo Sport-Club Charlottenburg.

## Regolamento
Le squadre hanno disputato un girone all'italiana, con gare di andata e ritorno, per un totale di ventidue giornate; al termine della regular season:
- Le prime dieci classificate hanno acceduto ai play-off scudetto, strutturati in ottavi di finale, a cui hanno preso parte solo le formazioni classificate dal settimo al decimo posto, quarti di finale, entrambi giocati al meglio di due vittorie su tre gare, semifinali e finale, entrambe giocate al meglio di tre vittorie su cinque gare.
- L'ultima classificata è retrocessa in 2. Bundesliga: tuttavia, a seguito della rinuncia a campionato in corso del Volleyball Club Bottrop 90 (i risultati degli incontri disputati dalla squadra sono stati annullati), nessuna è retrocessa.

## Squadre partecipanti
| - Charlottenburg - Bottrop 90 - Bühl - Coburger - Dresden - Dürener | - Friedrichshafen - Moerser - Rottenburg - Mitteldeutschland - Unterhaching |

## Torneo

### Regular season

#### Risultati
| Prima giornata |                        |               |                                   |
|                |                        |               |                                   |
| Riposa:        | Moers e Düren          | Moers e Düren | Moers e Düren                     |
| 15-10          | Berlino-Unterhaching   | 3-1           | 25-22, 20-25, 25-17, 25-19        |
| 16-10          | Spergau-Rottenburg     | 3-2           | 24-26, 20-25, 25-22, 25-17, 15-10 |
| 16-10          | Coburgo-Bühl           | 0-3           | 20-25, 20-25, 18-25               |
| 16-10          | Friedrichshafen-Dresda | 3-0           | 25-9, 25-17, 25-14                |

| Seconda giornata |                      |                 |                                   |
|                  |                      |                 |                                   |
| Riposa:          | Berlino e Düren      | Berlino e Düren | Berlino e Düren                   |
| 19-10            | Dresda-Spergau       | 3-1             | 25-22, 25-17, 22-25, 25-23        |
| 19-10            | Rottenburg-Moers     | 3-2             | 31-29, 20-25, 26-24, 14-25, 18-16 |
| 19-10            | Bühl-Friedrichshafen | 3-2             | 19-25, 25-19, 25-22, 22-25, 15-13 |
| 20-10            | Unterhaching-Coburgo | 3-0             | 25-22, 25-19, 25-17               |

| Terza giornata |                              |                      |                                   |
|                |                              |                      |                                   |
| Riposa:        | Coburgo e Rottenburg         | Coburgo e Rottenburg | Coburgo e Rottenburg              |
| 26-10          | Spergau-Bühl                 | 0-3                  | 23-25, 23-25, 21-25               |
| 27-10          | Moers-Dresda                 | 2-3                  | 25-15, 25-23, 18-25, 27-29, 13-15 |
| 27-10          | Friedrichshafen-Unterhaching | 2-3                  | 23-25, 25-18, 22-25, 25-23, 12-15 |
| 27-10          | Düren-Berlino                | 3-1                  | 25-21, 17-25, 31-29, 25-22        |

| Quarta giornata |                          |                          |                                  |
|                 |                          |                          |                                  |
| Riposa:         | Dresda e Friedrichshafen | Dresda e Friedrichshafen | Dresda e Friedrichshafen         |
| 02-11           | Coburgo-Berlino          | 1-3                      | 17-25, 25-20, 14-25, 17-25       |
| 03-11           | Unterhaching-Spergau     | 3-1                      | 25-23, 25-12, 23-25, 25-18       |
| 03-11           | Bühl-Moers               | 3-2                      | 25-18, 20-25, 27-25, 21-25, 15-7 |
| 03-11           | Rottenburg-Düren         | 1-3                      | 24-26, 25-12, 20-25, 20-25       |

| Quinta giornata |                         |                |                                  |
|                 |                         |                |                                  |
| Riposa:         | Spergau e Bühl          | Spergau e Bühl | Spergau e Bühl                   |
| 09-11           | Düren-Coburgo           | 3-2            | 23-25, 25-23, 18-25, 25-21, 15-9 |
| 10-11           | Moers-Unterhaching      | 0-3            | 23-25, 22-25, 19-25              |
| 10-11           | Rottenburg-Dresda       | 3-1            | 25-17, 21-25, 25-15, 25-22       |
| 10-11           | Friedrichshafen-Berlino | 3-0            | 28-26, 29-27, 25-15              |

| Sesta giornata |                         |                      |                            |
|                |                         |                      |                            |
| Riposa:        | Unterhaching e Moers    | Unterhaching e Moers | Unterhaching e Moers       |
| 16-11          | Coburgo-Friedrichshafen | 0-3                  | 19-25, 14-25, 14-25        |
| 16-11          | Bühl-Rottenburg         | 3-0                  | 25-14, 25-20, 25-20        |
| 17-11          | Dresda-Düren            | 1-3                  | 13-25, 25-21, 24-26, 19-25 |
| 05-03          | Berlino-Spergau         | 3-0                  | 25-15, 25-21, 25-11        |

| Settima giornata |                         |     |                     |
|                  |                         |     |                     |
| 20-11            | Spergau-Coburgo         | 3-0 | 25-20, 25-23, 25-23 |
| 20-11            | Moers-Berlino           | 0-3 | 20-25, 14-25, 22-25 |
| 20-11            | Rottenburg-Unterhaching | 0-3 | 16-25, 25-27, 22-25 |
| 20-11            | Dresda-Bühl             | 0-3 | 17-25, 26-28, 13-25 |
| 20-11            | Düren-Friedrichshafen   | 0-3 | 18-25, 15-25, 19-25 |

| Ottava giornata |                         |                      |                                   |
|                 |                         |                      |                                   |
| Riposa:         | Berlino e Rottenburg    | Berlino e Rottenburg | Berlino e Rottenburg              |
| 23-11           | Coburgo-Moers           | 2-3                  | 25-22, 22-25, 25-16, 14-25, 13-15 |
| 23-11           | Bühl-Düren              | 3-0                  | 25-11, 25-20, 26-24               |
| 24-11           | Unterhaching-Dresda     | 3-0                  | 25-19, 25-19, 25-19               |
| 24-11           | Friedrichshafen-Spergau | 3-0                  | 25-15, 25-22, 25-19               |

| Nona giornata |                       |                  |                     |
|               |                       |                  |                     |
| Riposa:       | Coburgo e Dresda      | Coburgo e Dresda | Coburgo e Dresda    |
| 30-11         | Rottenburg-Berlino    | 0-3              | 13-25, 16-25, 14-25 |
| 30-11         | Düren-Spergau         | 3-0              | 25-21, 25-23, 25-12 |
| 30-11         | Bühl-Unterhaching     | 0-3              | 21-25, 27-29, 18-25 |
| 01-12         | Moers-Friedrichshafen | 0-3              | 21-25, 22-25, 23-25 |

| Decima giornata |                        |                        |                                   |
|                 |                        |                        |                                   |
| Riposa:         | Bühl e Friedrichshafen | Bühl e Friedrichshafen | Bühl e Friedrichshafen            |
| 07-12           | Berlino-Dresda         | 3-1                    | 25-17, 22-25, 25-23, 25-23        |
| 07-12           | Spergau-Moers          | 1-3                    | 23-25, 25-14, 22-25, 21-25        |
| 07-12           | Coburgo-Rottenburg     | 2-3                    | 20-25, 21-25, 25-22, 25-23, 14-16 |
| 07-12           | Düren-Unterhaching     | 0-3                    | 16-25, 16-25, 23-25               |

| Undicesima giornata |                            |                        |                            |
|                     |                            |                        |                            |
| Riposa:             | Unterhaching e Spergau     | Unterhaching e Spergau | Unterhaching e Spergau     |
| 08-01               | Berlino-Bühl               | 3-0                    | 25-23, 25-15, 25-19        |
| 08-01               | Moers-Düren                | 3-0                    | 25-21, 25-21, 25-23        |
| 08-01               | Rottenburg-Friedrichshafen | 1-3                    | 24-26, 14-25, 25-23, 17-25 |
| 08-01               | Dresda-Coburgo             | 1-3                    | 26-28, 26-24, 22-25, 19-25 |

| Dodicesima giornata |                        |               |                            |
|                     |                        |               |                            |
| Riposa:             | Moers e Düren          | Moers e Düren | Moers e Düren              |
| 12-01               | Unterhaching-Berlino   | 0-3           | 18-25, 24-26, 21-25        |
| 11-01               | Bühl-Coburgo           | 3-0           | 25-18, 25-21, 25-23        |
| 11-01               | Rottenburg-Spergau     | 3-1           | 25-19, 19-25, 25-15, 25-19 |
| 11-01               | Dresda-Friedrichshafen | 1-3           | 22-25, 25-15, 17-25, 19-25 |

| Tredicesima giornata |                      |                 |                     |
|                      |                      |                 |                     |
| Riposa:              | Berlino e Düren      | Berlino e Düren | Berlino e Düren     |
| 18-01                | Spergau-Dresda       | 3-0             | 25-20, 25-19, 25-19 |
| 19-01                | Moers-Rottenburg     | 3-0             | 25-21, 25-21, 25-22 |
| 19-01                | Friedrichshafen-Bühl | 3-0             | 25-17, 25-23, 25-20 |
| 05-03                | Coburgo-Unterhaching | 0-3             | 12-25, 24-26, 15-25 |

| Quattordicesima giornata |                              |                      |                            |
|                          |                              |                      |                            |
| Riposa:                  | Coburgo e Rottenburg         | Coburgo e Rottenburg | Coburgo e Rottenburg       |
| 25-01                    | Bühl-Spergau                 | 3-0                  | 25-20, 25-21, 25-18        |
| 25-01                    | Dresda-Moers                 | 1-3                  | 25-22, 21-25, 22-25, 20-25 |
| 26-01                    | Unterhaching-Friedrichshafen | 1-3                  | 22-25, 28-30, 25-16, 24-26 |
| 27-01                    | Berlino-Düren                | 3-0                  | 25-16, 25-15, 26-24        |

| Quindicesima giornata |                          |                          |                                   |
|                       |                          |                          |                                   |
| Riposa:               | Dresda e Friedrichshafen | Dresda e Friedrichshafen | Dresda e Friedrichshafen          |
| 30-01                 | Berlino-Coburgo          | 3-0                      | 25-18, 25-21, 25-19               |
| 29-01                 | Spergau-Unterhaching     | 0-3                      | 10-25, 16-25, 19-25               |
| 29-01                 | Moers-Bühl               | 3-2                      | 28-30, 26-24, 25-21, 21-25, 15-13 |
| 21-01                 | Düren-Rottenburg         | 3-0                      | 25-22, 25-15, 25-19               |

| Sedicesima giornata |                         |                |                                   |
|                     |                         |                |                                   |
| Riposa:             | Spergau e Bühl          | Spergau e Bühl | Spergau e Bühl                    |
| 01-02               | Coburgo-Düren           | 1-3            | 26-28, 25-18, 21-25, 17-25        |
| 02-02               | Unterhaching-Moers      | 3-1            | 25-17, 25-21, 21-25, 25-23        |
| 02-02               | Dresda-Rottenburg       | 1-3            | 18-25, 13-25, 25-14, 25-27        |
| 02-02               | Berlino-Friedrichshafen | 3-2            | 25-18, 25-19, 23-25, 20-25, 15-13 |

| Diciassettesima giornata |                         |                      |                            |
|                          |                         |                      |                            |
| Riposa:                  | Unterhaching e Moers    | Unterhaching e Moers | Unterhaching e Moers       |
| 09-02                    | Friedrichshafen-Coburgo | 3-0                  | 25-15, 25-20, 25-23        |
| 08-02                    | Rottenburg-Bühl         | 0-3                  | 20-25, 19-25, 21-25        |
| 08-02                    | Düren-Dresda            | 3-0                  | 25-13, 25-15, 25-19        |
| 08-02                    | Spergau-Berlino         | 1-3                  | 17-25, 25-21, 20-25, 12-25 |

| Diciottesima giornata |                         |     |                            |
|                       |                         |     |                            |
| 15-02                 | Coburgo-Spergau         | 3-1 | 25-18, 25-23, 23-25, 25-23 |
| 15-02                 | Berlino-Moers           | 3-0 | 25-14, 25-20, 25-20        |
| 16-02                 | Unterhaching-Rottenburg | 3-1 | 38-36, 27-25, 22-25, 25-8  |
| 15-02                 | Bühl-Dresda             | 3-0 | 25-19, 25-22, 26-24        |
| 16-02                 | Friedrichshafen-Düren   | 3-0 | 25-15, 25-20, 25-14        |

| Diciannovesima giornata |                         |                      |                                  |
|                         |                         |                      |                                  |
| Riposa:                 | Berlino e Rottenburg    | Berlino e Rottenburg | Berlino e Rottenburg             |
| 19-02                   | Moers-Coburgo           | 1-3                  | 27-29, 21-25, 25-16, 20-25       |
| 19-02                   | Düren-Bühl              | 1-3                  | 21-25, 22-25, 25-19, 20-25       |
| 19-02                   | Dresda-Unterhaching     | 0-3                  | 18-25, 15-25, 23-25              |
| 19-02                   | Spergau-Friedrichshafen | 2-3                  | 16-25, 25-18, 20-25, 25-23, 9-15 |

| Ventesima giornata |                       |                  |                                   |
|                    |                       |                  |                                   |
| Riposa:            | Coburgo e Dresda      | Coburgo e Dresda | Coburgo e Dresda                  |
| 22-02              | Berlino-Rottenburg    | 3-0              | 25-11, 25-18, 25-16               |
| 22-02              | Spergau-Düren         | 2-3              | 21-25, 25-23, 25-17, 23-25, 12-15 |
| 23-02              | Unterhaching-Bühl     | 3-2              | 25-22, 23-25, 25-27, 25-14, 18-16 |
| 23-02              | Friedrichshafen-Moers | 3-0              | 25-17, 25-21, 25-16               |

| Ventunesima giornata |                        |                        |                            |
|                      |                        |                        |                            |
| Riposa:              | Bühl e Friedrichshafen | Bühl e Friedrichshafen | Bühl e Friedrichshafen     |
| 12-03                | Dresda-Berlino         | 1-3                    | 29-27, 25-27, 16-25, 10-25 |
| 12-03                | Moers-Spergau          | 3-1                    | 28-26, 25-20, 20-25, 25-19 |
| 12-03                | Rottenburg-Coburgo     | 3-1                    | 21-25, 25-20, 31-29, 25-14 |
| 12-03                | Unterhaching-Düren     | 3-0                    | 25-22, 28-26, 25-22        |

| Ventiduesima giornata |                            |                        |                            |
|                       |                            |                        |                            |
| Riposa:               | Unterhaching e Spergau     | Unterhaching e Spergau | Unterhaching e Spergau     |
| 08-03                 | Bühl-Berlino               | 1-3                    | 25-23, 17-25, 23-25, 22-25 |
| 08-03                 | Düren-Moers                | 3-0                    | 25-18, 25-18, 25-21        |
| 09-03                 | Friedrichshafen-Rottenburg | 3-0                    | 25-23, 25-10, 25-13        |
| 08-03                 | Coburgo-Dresda             | 3-0                    | 25-19, 25-18, 29-27        |

#### Classifica
| Pos. | Squadra           | Pt                                        | G                                         | V                                         | P                                         | SV                                        | SP                                        | Ratio                                     | PF                                        | PS                                        | Ratio                                     |
| ---- | ----------------- | ----------------------------------------- | ----------------------------------------- | ----------------------------------------- | ----------------------------------------- | ----------------------------------------- | ----------------------------------------- | ----------------------------------------- | ----------------------------------------- | ----------------------------------------- | ----------------------------------------- |
| 1.   | Charlottenburg    | 47                                        | 18                                        | 16                                        | 2                                         | 49                                        | 14                                        | 3.500                                     | 1535                                      | 1243                                      | 1.234                                     |
| 2.   | Friedrichshafen   | 47                                        | 18                                        | 15                                        | 3                                         | 51                                        | 14                                        | 3.642                                     | 1535                                      | 1273                                      | 1.205                                     |
| 3.   | Unterhaching      | 43                                        | 18                                        | 15                                        | 3                                         | 47                                        | 16                                        | 2.937                                     | 1533                                      | 1322                                      | 1.159                                     |
| 4.   | Bühl              | 36                                        | 18                                        | 12                                        | 6                                         | 41                                        | 23                                        | 1.782                                     | 1475                                      | 1386                                      | 1.064                                     |
| 5.   | Dürener           | 28                                        | 18                                        | 10                                        | 8                                         | 31                                        | 32                                        | 0.968                                     | 1379                                      | 1405                                      | 0.981                                     |
| 6.   | Moerser           | 22                                        | 18                                        | 7                                         | 11                                        | 29                                        | 40                                        | 0.725                                     | 1509                                      | 1575                                      | 0.958                                     |
| 7.   | Rottenburg        | 17                                        | 18                                        | 6                                         | 12                                        | 23                                        | 44                                        | 0.522                                     | 1397                                      | 1560                                      | 0.895                                     |
| 8.   | Coburger          | 15                                        | 18                                        | 4                                         | 14                                        | 21                                        | 45                                        | 0.466                                     | 1389                                      | 1553                                      | 0.894                                     |
| 9.   | Mitteldeutschland | 10                                        | 18                                        | 3                                         | 15                                        | 20                                        | 47                                        | 0.425                                     | 1377                                      | 1555                                      | 0.885                                     |
| 10.  | Dresden           | 5                                         | 18                                        | 2                                         | 16                                        | 14                                        | 51                                        | 0.274                                     | 1320                                      | 1577                                      | 0.837                                     |
| -    | Bottrop 90        | Ritirata dal campionato nel dicembre 2013 | Ritirata dal campionato nel dicembre 2013 | Ritirata dal campionato nel dicembre 2013 | Ritirata dal campionato nel dicembre 2013 | Ritirata dal campionato nel dicembre 2013 | Ritirata dal campionato nel dicembre 2013 | Ritirata dal campionato nel dicembre 2013 | Ritirata dal campionato nel dicembre 2013 | Ritirata dal campionato nel dicembre 2013 | Ritirata dal campionato nel dicembre 2013 |

| Qualificate ai play-off scudetto |

### Play-off scudetto

#### Tabellone
|  | Primo turno | Primo turno       | Primo turno | Primo turno     | Primo turno |   |                 | Quarti di finale | Quarti di finale  | Quarti di finale | Quarti di finale | Quarti di finale |   |   | Semifinali      | Semifinali   | Semifinali | Semifinali | Semifinali | Semifinali | Semifinali |  |  | Finali | Finali         | Finali | Finali | Finali | Finali | Finali |
|  |             |                   |             |                 |             |   |                 |                  |                   |                  |                  |                  |   |   |                 |              |            |            |            |            |            |  |  |        |                |        |        |        |        |        |
|  |             |                   |             |                 |             |   |                 | 1                | Charlottenburg    | 3                | 3                |                  |   |   |                 |              |            |            |            |            |            |  |  |        |                |        |        |        |        |        |
|  | 8           | Coburger          | 0           | 1               |             |   |                 | 9                | Mitteldeutschland | 0                | 0                |                  |   |   |                 |              |            |            |            |            |            |  |  |        |                |        |        |        |        |        |
|  | 8           | Coburger          | 0           | 1               |             | 1 | Charlottenburg  | 9                | Mitteldeutschland | 0                | 0                | 3                | 3 | 3 |                 |              |            |            |            |            |            |  |  |        |                |        |        |        |        |        |
|  | 9           | Mitteldeutschland | 3           | 3               |             | 1 | Charlottenburg  |                  |                   |                  |                  |                  |   |   |                 |              |            |            |            |            |            |  |  |        |                |        |        |        |        |        |
|  | 9           | Mitteldeutschland | 3           | 3               |             | 4 | Bühl            | 0                | 1                 | 1                |                  |                  |   |   |                 |              |            |            |            |            |            |  |  |        |                |        |        |        |        |        |
|  |             |                   |             |                 |             |   |                 | 0                | 1                 | 1                | 4                | Bühl             | 3 | 3 |                 |              |            |            |            |            |            |  |  |        |                |        |        |        |        |        |
|  |             |                   |             |                 |             |   |                 |                  |                   |                  | 4                | Bühl             | 3 | 3 |                 |              |            |            |            |            |            |  |  |        |                |        |        |        |        |        |
|  |             |                   |             |                 |             |   |                 | 5                | Dürener           | 1                | 0                |                  |   |   |                 |              |            |            |            |            |            |  |  |        |                |        |        |        |        |        |
|  |             |                   |             |                 |             |   |                 |                  |                   |                  |                  |                  |   |   |                 |              |            |            |            |            |            |  |  | 1      | Charlottenburg | 2      | 3      | 3      | 3      |        |
|  |             |                   | 2           | Friedrichshafen | 3           | 1 | 1               | 1                |                   |                  |                  |                  |   |   |                 |              |            |            |            |            |            |  |  |        |                |        |        |        |        |        |
|  |             |                   |             |                 |             |   |                 | 3                | Unterhaching      | 3                | 3                |                  |   |   |                 |              |            |            |            |            |            |  |  |        |                |        |        |        |        |        |
|  |             |                   |             |                 |             |   |                 | 6                | Moerser           | 0                | 1                |                  |   |   |                 |              |            |            |            |            |            |  |  |        |                |        |        |        |        |        |
|  |             |                   |             |                 |             |   |                 |                  |                   |                  |                  |                  |   |   | 3               | Unterhaching | 1          | 3          | 1          | 1          |            |  |  |        |                |        |        |        |        |        |
|  | 7           | Rottenburg        | 3           | 3               |             |   |                 |                  |                   |                  |                  |                  |   |   | 3               | Unterhaching | 1          | 3          | 1          | 1          |            |  |  |        |                |        |        |        |        |        |
|  | 7           | Rottenburg        | 3           | 3               |             | 2 | Friedrichshafen | 3                | 0                 | 3                | 3                |                  |   |   |                 |              |            |            |            |            |            |  |  |        |                |        |        |        |        |        |
|  | 10          | Dresden           | 0           | 2               |             | 2 | Friedrichshafen | 3                | 0                 | 3                | 3                |                  |   | 2 | Friedrichshafen | 3            | 3          |            |            |            |            |  |  |        |                |        |        |        |        |        |
|  | 10          | Dresden           | 0           | 2               |             |   |                 |                  |                   |                  |                  |                  |   | 2 | Friedrichshafen | 3            | 3          |            |            |            |            |  |  |        |                |        |        |        |        |        |
|  |             |                   |             |                 |             |   |                 | 7                | Rottenburg        | 0                | 0                |                  |   |   |                 |              |            |            |            |            |            |  |  |        |                |        |        |        |        |        |

#### Risultati
| Ottavi di finale |                   |     |                         |
|                  |                   |     |                         |
| 16-03            | Rottenburg-Dresda | 3-0 | 25:22 25:14 25:21       |
| 15-03            | Spergau-Coburgo   | 3-1 | 25:23 19:25 26:24 25:21 |

| 19-03 | Dresda-Rottenburg | 2-3 | 19:25 25:19 25:21 18:25 12:15 |
| 19-03 | Coburgo-Spergau   | 0-3 | 19:25 15:25 21:25             |

| Quarti di finale |                            |     |                            |
|                  |                            |     |                            |
| 26-03            | Berlino-Spergau            | 3-0 | 25-11, 25-16, 25-21        |
| 26-03            | Friedrichshafen-Rottenburg | 3-0 | 25-11, 25-19, 25-16        |
| 26-03            | Unterhaching-Moers         | 3-0 | 25-15, 25-20, 25-20        |
| 26-03            | Bühl-Düren                 | 3-1 | 25-17, 22-25, 25-20, 25-20 |

| 29-03 | Spergau-Berlino            | 0-3 | 21-25, 20-25, 11-25        |
| 29-03 | Rottenburg-Friedrichshafen | 0-3 | 18-25, 16-25, 18-25        |
| 29-03 | Moers-Unterhaching         | 1-3 | 26-24, 16-25, 17-25, 16-25 |
| 29-03 | Düren-Bühl                 | 0-3 | 19-25, 24-26, 21-25        |

| Semifinali |                              |     |                            |
|            |                              |     |                            |
| 06-04      | Berlino-Bühl                 | 3-0 | 25-14, 25-12, 25-19        |
| 06-04      | Friedrichshafen-Unterhaching | 3-1 | 25-23, 21-25, 25-16, 25-13 |

| 09-04 | Bühl-Berlino                 | 1-3 | 25-19, 14-25, 23-25, 22-25 |
| 10-04 | Unterhaching-Friedrichshafen | 3-0 | 34-32, 25-21, 25-21        |

| 13-04 | Berlino-Bühl                 | 3-1 | 25-17, 22-25, 25-13, 25-21 |
| 13-04 | Friedrichshafen-Unterhaching | 3-1 | 25-16, 24-26, 25-22, 25-22 |

| 16-04 | Unterhaching-Friedrichshafen | 1-3 | 17-25, 17-25, 25-20, 23-25 |

| Finale |                         |     |                                   |
|        |                         |     |                                   |
| 27-04  | Berlino-Friedrichshafen | 2-3 | 25-14, 21-25, 21-25, 28-26, 13-15 |
| 30-04  | Friedrichshafen-Berlino | 1-3 | 28-30, 27-25, 20-25, 21-25        |
| 03-05  | Berlino-Friedrichshafen | 3-1 | 25-19, 22-25, 25-21, 25-18        |
| 07-05  | Friedrichshafen-Berlino | 1-3 | 25-23, 17-25, 17-25, 24-26        |

## Verdetti
- Charlottenburg Campione di Germania 2013-14 e qualificata alla Champions League 2014-15.
- Friedrichshafen qualificata alla Champions League 2014-15.
- Unterhaching e  Bühl qualificate alla Coppa CEV 2014-15.
- Dürener qualificata alla Challenge Cup 2014-15.

## Statistiche
| Rendimento individuale | Rendimento individuale | Rendimento individuale | Rendimento individuale |
| Pos.                   | Nome                   | Punti                  | Squadra                |
| ---------------------- | ---------------------- | ---------------------- | ---------------------- |
| 1                      | Itamar Stein           | 306                    | Moerser                |
| 2                      | Joren Zeeman           | 289                    | Mitteldeutschland      |
| 3                      | Mark Plotyczer         | 276                    | Moerser                |
| 4                      | Daniel Malescha        | 269                    | Coburger               |
| 5                      | Sebastián Gevert       | 254                    | Dürener                |
| 6                      | Robert Kromm           | 234                    | Charlottenburg         |
| 6                      | Eric Grosche           | 234                    | Dresden                |
| 8                      | Marvin Prolingheuer    | 227                    | Bühl                   |
| 9                      | Baptiste Geiler        | 224                    | Friedrichshafen        |
| 10                     | Valentin Bratoev       | 190                    | Friedrichshafen        |

| Attacchi vincenti | Attacchi vincenti   | Attacchi vincenti | Attacchi vincenti |
| Pos.              | Nome                | Punti             | Squadra           |
| ----------------- | ------------------- | ----------------- | ----------------- |
| 1                 | Itamar Stein        | 277               | Moerser           |
| 2                 | Joren Zeeman        | 260               | Mitteldeutschland |
| 3                 | Mark Plotyczer      | 245               | Moerser           |
| 4                 | Daniel Malescha     | 240               | Coburger          |
| 5                 | Sebastián Gevert    | 208               | Dürener           |
| 6                 | Eric Grosche        | 196               | Dresden           |
| 7                 | Robert Kromm        | 193               | Charlottenburg    |
| 8                 | Marvin Prolingheuer | 173               | Bühl              |
| 9                 | Baptiste Geiler     | 162               | Friedrichshafen   |
| 10                | Paul Carroll        | 158               | Charlottenburg    |

| Muri vincenti | Muri vincenti    | Muri vincenti | Muri vincenti     |
| Pos.          | Nome             | Punti         | Squadra           |
| ------------- | ---------------- | ------------- | ----------------- |
| 1             | Andri Aganits    | 61            | Bühl              |
| 2             | Felix Isaak      | 59            | Rottenburg        |
| 3             | Max Günthör      | 53            | Friedrichshafen   |
| 4             | Tim Broshog      | 50            | Moerser           |
| 5             | Nicholas Vogel   | 49            | Bühl              |
| 6             | Marcus Böhme     | 44            | Unterhaching      |
| 6             | Viktor Josifov   | 44            | Friedrichshafen   |
| 8             | Jaromir Zachrich | 42            | Dürener           |
| 8             | Nikola Poluga    | 42            | Coburger          |
| 10            | Jairo Hooi       | 38            | Mitteldeutschland |

| Battute vincenti | Battute vincenti    | Battute vincenti | Battute vincenti  |
| Pos.             | Nome                | Punti            | Squadra           |
| ---------------- | ------------------- | ---------------- | ----------------- |
| 1                | Baptiste Geiler     | 38               | Friedrichshafen   |
| 2                | Sebastián Gevert    | 32               | Dürener           |
| 3                | Eric Grosche        | 29               | Dresden           |
| 4                | Marvin Prolingheuer | 28               | Bühl              |
| 5                | Robert Kromm        | 27               | Charlottenburg    |
| 6                | Tsimafei Zhukouski  | 21               | Unterhaching      |
| 7                | Felix Isaak         | 20               | Rottenburg        |
| 8                | Marcus Böhme        | 19               | Unterhaching      |
| 8                | Itamar Stein        | 19               | Moerser           |
| 8                | Artur Augustyn      | 19               | Mitteldeutschland |

NB: I dati sono riferiti esclusivamente alla regular season.